# Unité urbaine de Laval
L'unité urbaine de Laval est une unité urbaine française centrée sur la commune de Laval, préfecture et principale ville de la Mayenne, située dans la région des Pays de la Loire où elle se classe au 5e rang régional.
Elle fait partie de la catégorie des agglomérations urbaines moyennes de la France, c'est-à-dire ayant entre 30 000 habitants et moins de 100 000 habitants.

## Données générales
En 2010, selon l'Insee, l'unité urbaine de Laval est composée de quatre communes, toutes situées dans le département de la Mayenne, plus précisément dans l'arrondissement de Laval.
Dans le nouveau zonage de 2020, elle en comprend trois, L'Huisserie constituant à elle seule une unité urbaine.
En 2022, avec 63 340 habitants , elle constitue la première unité urbaine du département de la Mayenne.
Dans les Pays de la Loire, elle occupe le 5e rang régional se situant entre l'unité urbaine de Saint-Nazaire (4e rang régional) et celle de La Roche-sur-Yon (6e rang régional).
En 2022, sa densité de population qui s'élève à 627 hab/km2 en fait une unité urbaine densément peuplée dans son département. Par sa superficie, elle représente 1,95 % du territoire départemental mais, par sa population, elle regroupe 20,74 % de la population du département de la Mayenne.

## Composition 2020 de l'unité urbaine
Elle est composée des 3 communes suivantes :
| Nom                  | Code Insee | Département | Statut       | Superficie (km2) | Population (dernière pop. légale) | Densité (hab./km2) | Modifier                                    |
| -------------------- | ---------- | ----------- | ------------ | ---------------- | --------------------------------- | ------------------ | ------------------------------------------- |
| Laval (ville-centre) | 53130      | Mayenne     | ville-centre | 34,22            | 49 474 (2022)                     | 1 446              | modifier les données · modifier les données |
| Changé               | 53054      | Mayenne     | banlieue     | 34,68            | 6 482 (2022)                      | 187                | modifier les données · modifier les données |
| Saint-Berthevin      | 53201      | Mayenne     | banlieue     | 32,11            | 7 384 (2022)                      | 230                | modifier les données · modifier les données |

## Évolution démographique
L'évolution démographique ci-dessous concerne l'unité urbaine selon le périmètre défini en 2020.
| 1968   | 1975   | 1982   | 1990   | 1999   | 2006   | 2011   | 2016   | 2022   |
| ------ | ------ | ------ | ------ | ------ | ------ | ------ | ------ | ------ |
| 49 377 | 58 443 | 58 873 | 61 178 | 62 729 | 63 383 | 63 731 | 62 786 | 63 340 |

#### Données générales
- Unité urbaine en France
- Aire d'attraction d'une ville
- Liste des unités urbaines de France

#### Données démographiques en rapport avec Laval
- Aire d'attraction de Laval
- Arrondissement de Laval
- Laval Agglomération
- Laval

#### Données démographiques en rapport avec la Mayenne
- Démographie de la Mayenne